# Shangzhuang (socken i Kina, Henan)
Shangzhuang (kinesiska: 尚庄, 尚庄乡) är en socken i Kina. Den ligger i provinsen Henan, i den centrala delen av landet, omkring 93 kilometer sydväst om provinshuvudstaden Zhengzhou. Antalet invånare är 41324. Befolkningen består av 20 565 kvinnor och 20 759 män. Barn under 15 år utgör 22,0 %, vuxna 15-64 år 66 %, och äldre över 65 år 10,0 %.
Genomsnittlig årsnederbörd är 686 millimeter. Den regnigaste månaden är september, med i genomsnitt 132 mm nederbörd, och den torraste är januari, med 6 mm nederbörd.